# Katz (bande dessinée)
Katz est une édition pirate de Maus, bande dessinée d'Art Spiegelman, dans laquelle tous les personnages, et pas seulement les Nazis, sont représentés avec des têtes de chat. Il a été imprimé en novembre 2011 et le public l'a découvert pour la première fois en janvier 2012, lors du Festival international de la bande dessinée d'Angoulême, alors sous la présidence d'Art Spiegelman. Une centaine d'exemplaires ont été présentés sur les stands de divers éditeurs indépendants franco-belges, mais son ISBN renvoyait à l'éditeur belge La Cinquième Couche, une structure d'édition indépendante bruxelloise comptant plus de 100 livres à son catalogue.
L'auteur présumé de cette édition pirate est le Grec Ilan Manouach, dessinateur de bande dessinée publié par La Cinquième Couche. Son éditeur, l'auteur belge Xavier Löwenthal, en a été le porte-parole durant le procès et le scandale qui ont suivi,,,,.
Il était prévu que le livre paraisse au printemps et que sa distribution officielle en France débute en avril 2012. Selon Les Belles Lettres diffusion, principal distributeur francophone de bande dessinée indépendante, le tirage intégral de Katz, 800 exemplaires, avait déjà été vendu sur bons de commande aux libraires de France et de Belgique[réf. souhaitée]. Le diffuseur a donc demandé un retirage. L'auteur et l'éditeur l'ont refusé, insistant sur la nature conceptuelle du projet, et pas sur sa valeur marchande.
Deux semaines avant la distribution officielle du livre, Flammarion, détenteur des droits d'exploitation de l'édition française de Maus, envoya un dossier de 500 pages à Xavier Löwenthal, éditeur de La Cinquième Couche, traduisant ce dernier en justice. Le dossier présentait des comparaisons des pages de Maus et de Katz, des interviews de l'auteur et de son porte-parole concernant le projet, des commentaires de l'édition pirate issus de différents blogs ainsi que la correspondance entre l'auteur, Ilan Manouach, et Art Spiegelman. Flammarion a refusé de prendre en considération la nature confidentielle de l'acte et son tirage modeste, affirmant que Katz constituait une contrefaçon de Maus. Il a donc envoyé une citation à comparaître au petit éditeur belge, La Cinquième Couche.
Il subsiste un flou sur le nombre d'exemplaires qui a été effectivement édité. Le livre a été imprimé en Grèce[réf. souhaitée], et l'éditeur contrevenant détenait plusieurs preuves contradictoires concernant le tirage[réf. souhaitée]. Le total oscillait entre 700 et 900 exemplaires. Flammarion a finalement établi qu'une centaine d'exemplaires étaient encore cachés à Athènes.
L'éditeur ne pouvant pas supporter les frais de justice, La Cinquième Couche a été contraint de négocier un accord à l'amiable. Il a accepté dans ce cadre la destruction de la totalité du tirage ainsi que des fichiers numériques de Katz, en présence d'un huissier. La destruction a lieu à Bruxelles, le 15 mars 2012, dans une entreprise spécialisée de destruction de documents.
L'éditeur belge a publié un essai intitulé Metakatz, en 2013, réunissant des contributions de critiques, d'auteurs, d'historiens, de libraires, de juristes, ainsi que des interviews de l'artiste,,.